# Roue de Paris
A Roue de Paris egy 60 méter magas óriáskerék, melyet a 2000. évi millenniumi ünnepségekre építettek fel a Concorde téren, Párizsban.
Ez az óriáskerék az egyik legnagyobb szétszerelhető és áthelyezhető óriáskerék. Az építményt egy speciális csapat 72 óra alatt felállítja és 60 óra alatt szerelik szét. Szállítása hét darab húsz láb hosszú teherautóval, tíz nyitott trailerrel és egy zárt trailerrel oldható meg. A kerék összsúlya 365 tonna.
Az óriáskerék 42 gondolája egyenként 8 ember befogadására képes, kétféle sebességgel forog és 50 000 égő világítja meg.

## Helyszínei

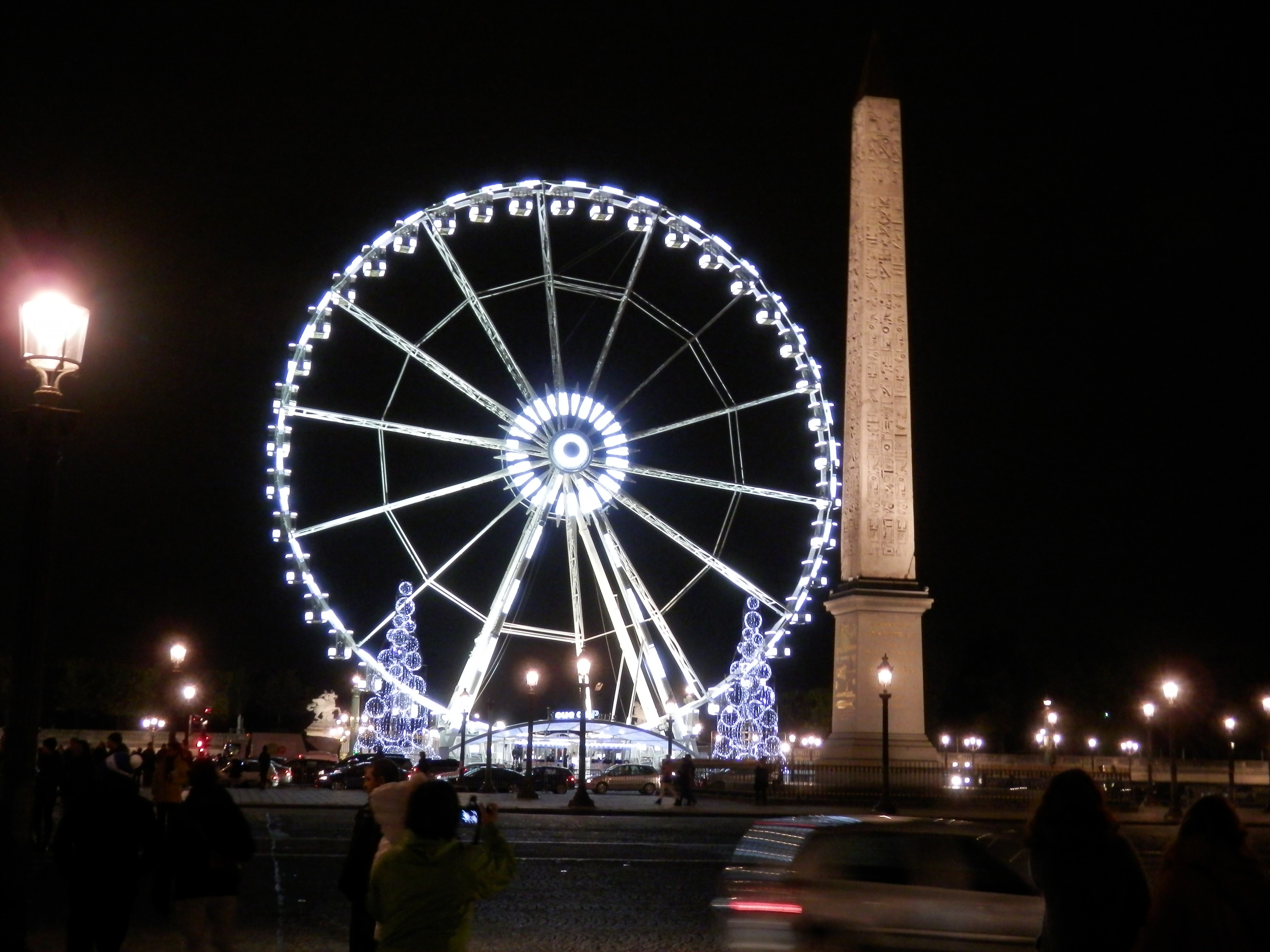
Az Obeliszk és a Roue de Paris

Az óriáskerék 2002-ben hagyta el Párizst, azóta a világ számos helyén megfordult:
- 2000-2002: Concorde tér, Párizs, Franciaország
- 2003-2004: Az óriáskereket Birminghambe (Anglia) szállították, ahol hivatalos neve Birmingham Wheel volt, bár a kocsikon továbbra is Roue de Paris név volt látható. 2004 karácsonyára Manchesterben szerelték össze ismét.[3] Ekkor a korábbi működtetője, a World Tourist Attractions nevű cég egy új óriáskereket épített fel a birminghami helyszínre.
- 2005: A kerék először Hollandiába került Geleen városába, majd Amszterdamba a Museumplein-re (Múzeum tér).[3] Ezután Angliában Gatesheadben működött tovább egészen szeptember végéig a Tall Ships Race elnevezésű hajóverseny helyszínén.[4]
- 2006-2007: Az óriáskerék következő megállója Bangkok (Thaiföld), ahol 2007-ig működött.[3]
- 2008: Antwerpen (Belgium)[5]
- 2009-től : A kerék ismét a Concorde téren látható.[6][7]